# 100 ngày đầu nhiệm kỳ tổng thống của Donald Trump
100 ngày đầu nhiệm kỳ tổng thống Donald Trump bắt đầu với lễ nhậm chức của ông làm Tổng thống thứ 45 của Hoa Kỳ vào trưa ngày 20 tháng 1 năm 2017. Phó Tổng thống Hoa Kỳ lần thứ 48, Mike Pence, nhậm chức cùng ngày. Ngày thứ 100 nhiệm kỳ tổng thống của ông Donald Trump là 29 tháng 4 năm 2017. 100 ngày đầu tiên trong nhiệm kỳ của một tổng thống có ý nghĩa tượng trưng trong chính quyền Franklin D. Roosevelt, và giai đoạn này được coi là một điểm mốc để đo lường sự thành công đầu tiên của một tổng thống.
Khác với các tổng thống trước, Trump thường tuyên bố, phê phán qua Twitter, gây nhiều tranh luận trong giới truyền thông cũng như trong quần chúng.

## Tuần 1

### Ngày 1

#### Bài diễn văn
Trong bài diễn văn nhậm chức ngắn gọn của mình, Trump vẽ ra một bức tranh ảm đạm về tình trạng của đất nước. Đặc biệt là trong tình hình kinh tế và việc giới quyền lực chính trị ở thủ đô, làm giàu trên sương máu của người dân. Điều này sẽ thay đổi. "Nhân dân một lần nữa trở thành người cai trị đất nước này. Khoảnh khắc này là của bạn. Nó thuộc về bạn," ông nói vậy với quần chúng. Ngoài ra, Trump hứa sẽ mang lại công ăn việc làm trong nước và "hoàn toàn quét sạch" chủ nghĩa khủng bố Hồi giáo cực đoan trên toàn thế giới. "Mỹ trước hết", ông nhấn mạnh trong vài phút đầu tiên làm tổng thống.

#### Y tế
Vào buổi tối của ngày đầu, Trump bắt đầu các bước chống lại chương trình cải cách chăm sóc sức khỏe của Barack Obama (Obamacare hay Patient Protection and Affordable Care Act). Nhà Trắng ngưng ngay lập tức các quy định của chính phủ, một số được ban hành gần đây bởi chính phủ trước đó.

#### Gương mặt trong ngày
Barron, First Boy, con trai 10 tuổi của Trump trở thành một đề tài được ưa chuộng trên mạng.
Nhà Trắng sau đó vào ngày 24.01 yêu cầu các phương tiện truyền thông tôn trọng đời sống riêng tư của Barron: "Có một truyền thống lâu đời, trong đó con cái của Tổng thống có thể lớn lên mà không bị soi mói. Nhà Trắng hy vọng rằng truyền thống này vẫn được tiếp tục." 

#### Phản đối
Ở nhiều thành phố trong nước, đã có những cuộc biểu tình chống lại tổng thống mới, ở trung tâm của Washington, có các cuộc bạo loạn. Cảnh sát cho biết, có hơn 200 vụ bắt giữ chỉ riêng tại thủ đô vì các cuộc bạo động.

### Ngày 2
Một cuộc tuần hành đông đảo xảy ra tại thủ đô và nhiều thành phố trong cũng như ngoài nước. Chương trình muốn "gửi một thông điệp mạnh mẽ đến chính quyền mới trong ngày đầu tiên nhậm chức và tới toàn thế giới rằng quyền phụ nữ cũng là quyền con người." Ngoài ra nó cũng đề cập tới các vấn đề về cải cách nhập cư, quyền LGBTQ, bất bình đẳng chủng tộc, người lao động và môi trường.

#### Hành pháp
Viếng thăm trung ương CIA, Donald Trump muốn giải hòa với cơ quan này, mà ông thường chỉ trích trong thời gian qua. Ông nói với những người có mặt: „ Tôi đứng 1000 phần trăm về phía các bạn".
Cựu giám đốc CIA John O. Brennan phản ứng giận dữ, nói, Trump nên biết xấu hổ vì đã dùng chỗ tưởng niệm những nhân viên CIA đã chết để tự làm nổi bật mình.

#### Gương mặt trong ngày
Phát ngôn viên của tổng thống mới, Sean Spicer, trong buổi họp báo chính thức đầu tiên tại Nhà Trắng, bỏ ra 5 phút rưỡi chỉ trích phương tiện truyền thông đăng sai con số về số người tham dự buổi lễ nhậm chức của Donald Trump, trong khi chính khẳng định của ông ta về con số này là sai thấy rõ.

### Ngày 3
Donald Trump tiếp tại tòa nhà trắng giám đốc CIA Joseph Clancy und FBI James Comey. Ngoài ra ông kể về lá thơ chào mừng của Barack Obama, mà ông cho là rất hay và làm ông xúc động và đánh giá cao.

#### Gương mặt trong ngày
Khi được hỏi về thông tin không đúng của Sean Spicer về con số người dân tham dự buổi lễ nhậm chức, cố vấn Trump Kelly Anne Conway biện minh: "Phát ngôn viên báo chí của chúng tôi đã đưa ra một dữ kiện thay thế (alternative Facts)".

#### Rút lời hứa đầu tiên
Trong lúc tranh cử, Trump hứa sẽ tiết lộ tờ khai thuế của mình. Bây giờ cố vấn của ông Conway nói với đài ABC rằng, Trump trong tương lai cũng sẽ không cho công chúng biết. Giải thích: Tờ khai thuế không ai quan tâm đến cả.
Thiệt ra có một bản kiến nghị trực tuyến đòi Trump công bố tờ khai thuế, cho đến ngày 24 tháng 1 có gần 300.000 lần ký.

### Ngày 4
Trump ký nhiều sắc luật, và thực hiện lời hứa của mình.

#### Hành Pháp
Donald Trump thực hiện lời hứa rút khỏi Hiệp định Đối tác xuyên Thái Bình Dương (TPP), bằng cách ký một sắc lệnh tương ứng. The Washington Post giải thích, TPP chỉ làm nước Mỹ từ giờ cho tới 2032 lạm phát khoảng 0,23%, bởi vì TPP không giảm các loại thuế. Thuế đối với các nước tham dự đã thấp sẵn. Nó chỉ làm cho các nước đó tuân theo luật lệ của Mỹ về bằng sáng chế và sở hữu trí tuệ, tăng giá cả cho người tiêu thụ Á châu và làm lợi cho các công ty Hoa Kỳ. Nó có lợi cho những người có cổ phiếu, nhưng công nhân không được hưởng gì. Tuy nhiên, lý do chính để mà ủng hộ TPP không phải là vì vấn đề kinh tế mà vì địa chính trị. Có TPP là để giữ một chân kinh tế vững chắc ở sân sau của Trung quốc, tạo ra luật lệ thương mại mà họ không thể. Cái logic này cũng là lối hoạt động thương mại của Mỹ trong 70 năm qua, mang lại sự thịnh vượng tới những nước có chế độ dân chủ còn yếu ớt thời hậu chiến để họ có thể chống lại áp lực cộng sản.
Trump cũng ra lệnh cho chính quyền liên bang ngưng việc nhận thêm người làm việc.
Tổ chức nước ngoài chỉ nhận được viện trợ từ Mỹ, nếu họ không cung cấp tư vấn phá thai hay đề nghị phá thai. Bị ảnh hưởng đối với sắc lệnh này là cánh tay quốc tế của "Planned Parenthood" (tổ chức kế hoạch hóa gia đình Hoa Kỳ) tổ chức cung cấp dịch phụ phá thai lớn nhất tại Hoa Kỳ. Như vây Trump tiếp tục cuộc chơi thay đổi về chính trị, được Tổng thống Ronald Reagan công bố năm 1984 cái gọi là "chính sách Mexico City", sau mỗi lễ nhậm chức của người kế nhiệm một chính sách đang có hiệu lực bị bãi bỏ hoặc ngược lại. Barack Obama,trong năm 2009, một vài ngày sau khi tuyên thệ, lại cung cấp quỹ nhà nước lại cho các tổ chức nói trên. Hà Lan tuyên bố ngay sau sắc lệnh này của Trump, sẽ thành lập một quỹ quốc tế cho việc phá thai an toàn ở các nước phát triển. Bộ trưởng về trợ giúp phát triển Lilianne Ploumen nói tại Den Haag, phụ nữ không được trở thành nạn nhân của chính sách đó.
Trump cũng thông báo tăng cường việc cắt giảm thuế và giảm quyết liệt các quy định của ngành công nghệ trong nước. Các công ty sẽ nhanh chóng nhận được các giấy phép cần thiết cho việc xây dựng các nhà máy. Ai sản xuất tại Mỹ, được đặc quyền. Ai chuyển công việc ra nước ngoài, mặt khác, có thể phải đối mặt với mức thuế cao đối với các hàng hóa nhập vào Mỹ.
Ông cũng tấn công 2 nước xuất khẩu hàng đầu châu Á Trung Quốc và Nhật Bản, là cả hai làm khó khăn việc hàng hóa Mỹ bán ở thị trường của họ.

#### Gương mặt trong ngày
Phát ngôn viên Spicer cố gắng làm lành với báo chí trong cuộc họp báo lần đầu tiên trong tòa Nhà Trắng. Khi được hỏi về thông tin sai lầm về con số người tham dự, ông hứa, "không bao giờ nói dối", tuy nhiên thay vì xin lỗi, ông nói "thỉnh thoảng chúng ta sẽ diễn giải các sự kiện khác với nhau." 

### Ngày 5
Trump tiếp tại Nhà Trắng các CEO của 3 nhà sản xuất ô tô Mỹ lớn nhất Ford, Fiat Chrysler và General Motors. Ông hứa sẽ giảm bớt rào cản đối với các công ty ô tô và dầu mỏ.
Ông ngoài ra ký hai sắc lệnh, cho phép cả đường ống dẫn Keystone XL và Dakota Access tiếp tục trở lại. Cả hai dự án dầu bị cho ngưng hoạt động dưới thời người tiền nhiệm của ông, Barack Obama.
Thổ dân châu Mỹ Sioux Ấn Độ biểu tình hàng tháng chống lại đường ống dẫn Dakota-Access, mà sẽ chạy từ Bắc Dakota qua một vài tiểu bang cho đến Illinois, vì ống dẫn dầu đi qua những địa điểm linh thiêng trên đất đai của tổ tiên họ. Ngoài ra, họ sợ ô nhiễm nguồn nước uống của họ qua rò rỉ trong ống...

#### Thông tin khác
Trong một cuộc họp mặt riêng tư với các lãnh tụ quốc hội, Trump tuyên bố là từ 3 tới 5 triệu người di dân bất hợp pháp bỏ phiếu cho Hilary Clinton, làm ông được ít phiếu hơn bà. Phát ngôn viên Spicer trong cuộc họp báo ngày hôm nay lập lại, Trump vẫn cho là cuộc bầu cử bị gian lận. Có "nghiên cứu và bằng chứng" cho thấy trong tháng 11 hàng triệu phiếu được bỏ bất hợp pháp. Chính vậy mà ông ta có 2,9 triệu phiếu ít hơn Hillary Clinton. Tuy nhiên, Spicer không đưa ra bằng chứng. Khi bị hỏi, Trump có đưa ra điều tra không, Spicer né tránh, „ tất cả đều có thể ". Báo chí Mỹ chỉ trích, Spicer lại tiếp tục loan truyền thông tin sai lầm. Ngay cả các lãnh tụ đảng Cộng hòa, trong đó có Paul Ryan, lãnh tụ phe Cộng hòa chiếm đa số ghế trong thượng viện cũng bác bỏ điều này.

#### Từ chối làm việc
Nhiều phương tiện truyền thông Hoa Kỳ tường thuật, một nữ nhân viên cao cấp của cơ quan an ninh mật thám, Kerry O’Grady, viết trên Facebook (hiện thời đã bị xóa), là bà, một công chức 23 năm và hiện phải tranh đấu với bản thân để không vi phạm luật Hatch. Theo bà, Trump là một thảm họa cho Hoa Kỳ, vì vậy bà sẽ không nhảy vào đỡ đạn cho Trump nếu có ai bắn ông ta. Hatch Act có từ năm 1939 cấm những người làm việc cho chính phủ Hoa Kỳ, hoạt động chính trị. Cơ quan mật thám tuyên bố sẽ điều tra về việc này.

### Ngày 6
Trump thông báo trên Twitter, sẽ cho điều tra về việc bỏ phiếu của những người di dân bất hợp pháp trong cuộc bầu cử Tổng thống Hoa Kỳ vừa qua và việc đăng ký của người quá cố. Ông tuyên bố muốn khám phá một vụ gian lận bầu cử lớn.

#### Chúc mừng và chê bai
Trump chúc mừng Fox News đạt được số khán giả xem đông bài tường thuật về lễ tuyên thệ của ông và lại cho là CNN chỉ đưa "Fake News" (tin vịt).

#### Hứa hẹn
Trong một cuộc phỏng vấn với đài truyền hình ABC, Trump cho biết, ông vẫn còn có ý định xây dựng một bức tường biên giới Mỹ - Mexico, và "nhanh như chúng ta có thể làm." Trump cũng nói rõ rằng, Mexico sẽ phải trả giá hoàn toàn cho bức tường này.
Vài giờ sau đó, Trump ban hành 2 mệnh lệnh hành chính, một trong 2 về sự ủy nhiệm bức tường biên giới. Mệnh lệnh này gởi cho Bộ trưởng An ninh Nội địa Hoa Kỳ "thực hiện các bước thích hợp để ngay lập tức lên kế hoạch, thiết kế và xây dựng một bức tường dọc theo biên giới phía nam."
Một mệnh lệnh khác gởi cho Thủ trưởng các cơ quan và bộ phận để "nhận diện và định lượng tất cả các nguồn viện trợ liên bang trực tiếp và gián tiếp hoặc hỗ trợ cho Chính phủ Mexico." Nó không tuyên bố cụ thể, những nguồn này sẽ được kết nối như thế nào để trả tiền cho bức tường đó.
Biên giới giữa Hoa Kỳ và Mexiko dài khoảng 3200 Kilometer. hiện thời khoảng hơn 1000 Kilometer, với gián đoạn, được rào lại hoặc là tường bằng các tấm bê tông. Phát ngôn viên (chủ tịch) của thượng viện, Paul Ryan, nói cùng ngày, quốc hội sẽ trả trước số tiền xây bức tường, ước tính khoảng từ 8 tới 14 tỷ Dollar.
Phản ứng với tuyên bố Mexico, sẽ không trả tiền cho bức tường đó, Trump tuyên bố ngày hôm sau, sẽ đóng thuế phạt 20% vào tất cả các hàng nhập khẩu từ Mexico, để lấy tiền đó xây tường. Phát ngôn viên Sean Spicer nói, với thuế đó Mỹ có thể thu được 10 tỷ mỗi năm. Sau đó ông tuy nhiên cho biết đó chỉ là một ý tưởng.

#### Tăng giá
Giá để trở thành hội viên của câu lạc bộ sang trọng Mar-a-Lago, từng thuộc Donald Trump - và bây giờ giao cho tổ chức Trump - tăng lên gấp đôi, bây giờ thành 200.000 Dollar.

#### Đe dọa
Trump gởi cảnh sát Chicago qua Twitter một tối hậu thư vì tỷ lệ tội phạm cao ở đó: "Nếu Chicago không chấm dứt cuộc tàn sát khủng khiếp, 228 vụ đấu súng trong năm 2017 với 42 người thiệt mạng (hơn tới 24 % so với năm 2016), tôi sẽ gửi cảnh sát liên bang tới!" 

#### Tuyên bố
Cựu ngoại trưởng Madeleine Albright tuyên bố trên Twitter, vì tình đoàn kết sẽ đăng ký là người Hồi giáo, phản ứng với tuyên bố của Trump, ngưng nhận vô thời hạn những người tị nạn, nhất là những người từ các nước Hồi giáo.

#### Phản đối
Ít nhất 7 người biểu tình phản đối Trump chiếm một cần cẩu cao hơn 80 mét tại một công trường xây dựng gần Nhà Trắng. Đó là các nhà hoạt động của tổ chức môi trường Greenpeace, cảnh sát trưởng Robert Glover cho biết. Những người biểu tình muốn giăng một biểu ngữ kêu gọi chống đối Trump, Travis Nichols, một phát ngôn viên của Greenpeace, cho biết. Các nhà hoạt động nói với cảnh sát rằng, đó chỉ là một hành động cho tự do ngôn luận.

### Ngày 7

#### Tấn công
Donald Trump ngay lúc 6 giờ sáng đã phản ứng một bài viết của Chelsea Manning trên tờ the Guardian mà nói về nhiệm kỳ của Barack Obama. Trump mắng Manning là không biết ơn, gọi cô ta là một người phản bội và cho là, cô ta đáng lẽ ra không bao giờ được khoan hồng.

#### Tra tấn
Trong một cuộc phỏng vấn với đài truyền hình ABC, Trump nói, sẽ cho phép trở lại những phương pháp điều tra mà hiện bị cấm như waterboarding (trấn nước). Ông cho biết là đang suy tính cho mở cửa trở lại những nhà tù khu vực đen của CIA, những nhà tù bí mật trên khắp thế giới, mà đã được dùng để nhốt những kẻ bị tình nghi trong cái gọi là chiến tranh chống khủng bố của George W Bush, trước khi nó chính thức bị Obama ra lệnh đóng cửa. Nói về việc này, thượng nghị sĩ John McCain, thuộc đảng Cộng hòa, mà đã bị tra tấn khi còn là tù nhân chiến tranh ở Việt Nam: "Ngài tổng thống có thể ký bất cứ mệnh lệnh hành chánh nào ông ta muốn, nhưng luật là luật. Chúng ta không mang tra tấn trở lại Hoa Kỳ. Trong năm 2015, thượng viện đã bỏ phiếu với đa số rõ rệt đồng ý cấm tất cả các loại tra tấn ở Hoa Kỳ, biến mạnh lệnh Obama trở thành luật.

#### Mexico hủy bỏ chuyến viếng thăm
Trump đề nghị tổng thống Mexico Enrique Pena Nieto qua Twitter, nên hủy bỏ cuộc gặp với ông, nếu Mexico không chịu bỏ tiền cho bức tường chắn biên giới. Cuộc viếng thăm của Pena Nietos tại Hoa Kỳ được dự định vào thứ 3 tuần tới. Ông ta đã tuyên bố,là Mexico sẽ không trả tiền cho bức tường này.
Sau một loạt khiêu khích từ phía Trump, tổng thống Mexico Pena Nietos hủy bỏ chuyến đi.

#### Đồng hồ ngày tận thế
Tờ Bản tin khoa học nguyên tử thuộc Đại học Chicago kỷ niệm 70 năm ngày thiết lập Đồng hồ ngày tận thế bằng cách đưa giờ lên thêm 30 giây (thành 2 phút rưỡi) gần nửa đêm hơn. Các nhà khoa học cho đó là vì tình trạng an ninh toàn cầu trở nên đen tối hơn khi cộng đồng quốc tế thất bại giải quyết những đe dọa của nhân loại: về bom nguyên tử và về thay đổi khí hậu. Trong khi đó tổng thống mới lại hứa hẹn ngăn cản những tiến bộ về 2 vấn đề này. Đây là lần đầu tiên đồng hồ này chỉ gần nửa đêm nhất kể từ 1953, khi Liên Xô thử những quả bom nguyên tử đầu tiên.

#### Gương mặt trong ngày
Nhà lãnh đạo chiến lược Hoa Kỳ và cố vấn của Trump, Stephen Bannon, khuyên phương tiện truyền thông Hoa Kỳ hãy im miệng lại. Trong một cuộc nói chuyện qua điện thoại với tờ the Newyork Times về việc Spicer, phát ngôn viên báo chí, bị chỉ trích vì đưa ra con số sai số người tham dự lễ nhậm chức tổng thống, ông nói: " Phương tiện truyền thông phải biết ngượng và biết nhục, nên câm miệng lại và lắng nghe đã. Tôi muốn bạn trích dẫn câu đó. Phương tiện truyền thông là đảng đối lập, họ không hiểu nước này. Họ vẫn không hiểu tại sao Donald Trump là tổng thống Hoa Kỳ." 

#### Mệnh lệnh tổng thống
Chỉ trong 7 ngày Trump đã ký 12 mệnh lệnh, so với Obama 35 và Bill Clinton 46 mỗi năm. Hôm nay sẽ thêm lệnh ngưng không nhận người tị nạn từ Somalia, Iraq, Iran, Libya, Sudan và Jemen cho ít nhất 120 ngày và người Syria lâu dài. Một số sắc lệnh chỉ có tính cách hình thức, như cái chống Obamacare chỉ sau vài giờ khi nhậm chức, qua đó gánh nặng cho người tiêu thụ nên được giảm xuống. Nó không bắt buộc ai và cũng không bảo đảm cho ai cả. Một số khác có ảnh hưởng rõ rệt như lệnh hủy bỏ hiệp ước TPP hay việc cấm các cơ quan liên bang nhận người mới vào, hoặc việc cho 2 dự án đường ống dẫn dầu Keystone và Dakota Access hoạt động trở lại.
Ngoài sắc lệnh xây bức tường Mexico, còn có một văn kiện cho lập các trại để đuổi những người di dân bất hợp pháp, việc thâu nhận thêm 5000 viên chức biên phòng và 10.000 người làm hành chính. Cái gọi là "những thành phố trú ẩn", nơi mà các cơ quan hành chính địa phương không chịu đuổi người, sẽ bị cắt bớt tiền liên bang, chẳng hạn như San Francisco, New York và Chicago. Bill De Blasio, thị trưởng New York tuyên bố là sẽ tiếp tục chống lại chính sách di dân của Trump, và sẽ mang ra tòa nếu ngân sách thành phố bị cắt bớt.
Với con số sắc lệnh nêu trên cho thấy Trump muốn đi vào lịch sử của Hoa Kỳ là một tổng thống không nói mà hành động, trong trường hợp khẩn cấp hành động một mình không cần quốc hội. Tuy nhiên như trong trường hợp bức tường Mexico mà cần từ 10 đến 32 tỷ USD, nếu bộ An ninh Nội địa cần thêm tiền, thì phải cần sự chấp thuận của quốc hội.

## Tuần 2

### Ngày 8

#### Tạm ngưng cho nhập cảnh nhiều người ngoại quốc Hồi giáo
Trump ký ở Pentagon lệnh ngưng cho nhập cảnh người tị nạn từ Syria. Chương trình nhận người tị nạn từ những nước khác sẽ bị tạm ngưng 120 ngày. Người dân từ 7 nước Iraq, Iran, Libya, Somalia, Sudan, Syria và Jemen ít nhất trong vòng 90 ngày tới không được nhập cảnh vào Mỹ. Ngoại lệ là những nhân viên ngoại giao, nhân viên các tổ chức quốc tế, và những người tới Liên Hợp Quốc. Trump muốn giới hạn số người tị nạn tối đa được vào Mỹ năm 2017 là 50.000, so với đề nghị của Barack Obama là 110.000.
Bị ảnh hưởng trực tiếp
Một đại diện của Bộ An ninh Nội địa Hoa Kỳ nói đang có 109 người ở khu vực quá cảnh của sân bay không thể đi tiếp được. 173 người bị các hãng hàng không cấm không cho lên các chuyến bay đi Mỹ. Liên đoàn Tự do Dân sự Mỹ (ACLU) khởi kiện về mệnh lệnh tổng thống này. Một thẩm phán liên bang ở New York quyết định, những người vừa nhập cảnh có chiếu khán có hiệu lực bị dính líu tới mệnh lệnh trên được phép vào Mỹ.
Hãng Google ra lệnh cả trăm nhân viên ở nước ngoài về nước. Đó là những người hoặc làm cho hãng, hoặc có chuyện riêng tư ở nước ngoài và xuất thân từ các nước theo Hồi giáo.
Iran không cho người Mỹ nào vào nước nữa
Phản ứng sắc lệnh của Trump, Iran tuyên bố, về phía họ sẽ không cho người Mỹ nào vào nước nữa. Bộ ngoại giao nói: " Đó là một sĩ nhục đối với người dân Iran. Mặc dù Iran đánh giá cao dân tộc Mỹ, chính phủ Iran sẽ phản ứng về chính trị, luật pháp và ngoại giao." 

#### Ý kiến
Mark Zuckerberg, người sáng lập và giám đốc của Facebook bày tỏ lo lắng về những sắc lệnh gần đây của Trump, chúng ta làm việc để nước được an toàn, tuy nhiên nên tập trung vào những người mà thực sự đe dọa đất nước. Ông ta cũng nói tới ước lượng khoảng vài triệu người đang phải sống trong lo lắng sẽ bị đuổi về nước vì không có giấy tờ hợp lệ.

#### Thêm 2 sắc lệnh
Sau khi gặp mặt thủ tướng của Anh quốc, Theresa May, Trump ký vào thứ Sáu thêm hai mệnh lệnh hành chính khác. Một cái để hiện đại hóa về cơ bản trang bị của các lực lượng vũ trang Mỹ. Việc thứ hai về thiết kế để ngăn chặn người Hồi giáo cực đoan vào nước Mỹ.

### Ngày 9

#### Chỉ trích bức tường Mexico
Vào ngày thứ Sáu, Thị trưởng Berlin Michael Müller trở thành một trong những nhà phê bình nước ngoài thẳng thắn nhất về kế hoạch của Trump xây dựng bức tường. Trong một tuyên bố đăng trên trang web chính thức của thành phố, Müller được trích rằng: "Tôi kêu gọi Tổng thống Hoa Kỳ không đi theo con đường tự cô lập và bế môn tỏa cảng này. Chúng tôi có được tự do ngày hôm nay là nhờ người Mỹ. Họ đã giúp cho Tây Berlin không rơi vào sự kiểm soát của Đông Đức và cuối cùng đã giúp tạo điều kiện thống nhất đất nước sau sự sụp đổ của Bức tường Berlin. Tổng thống John F. Kennedy đã trở thành một thần tượng cho người Đức khi ông tuyên bố vào năm 1963: "Ich bin ein Berliner" (Tôi là một Berliner). Năm 1987, Tổng thống Ronald Reagan nói câu nổi tiếng với lãnh đạo Liên Xô: "Ông Gorbachev: Xé bỏ bức tường này ". Vì lý do đó tôi nói: "Thưa ông tổng thống, không xây dựng bức tường này," 

#### Tự khen
Tổng thống Mỹ Donald Trump tự khoe tốc độ làm việc của chính mình. Chính phủ của ông khởi hành với một tốc độ cao, một tốc độ kỷ lục, mọi người sẽ nói về nó, ông cho biết như vậy trong buổi phát thanh hàng tuần đầu tiên như là Tổng thống.

### Ngày 10

#### Chỉ trích của các chính phủ việc cấm nhập cảnh
Đức
Thủ tướng Merkel cho mệnh lệnh Trump cấm nhập cảnh đối với người tị nạn và người dân của một số nước Hồi giáo là sai lầm. "Bà ấy tin tưởng rằng, cuộc chiến quyết liệt cần thiết chống lại chủ nghĩa khủng bố không biện minh cho việc nghi ngờ tất cả người dân từ một xứ sở hoặc một tôn giáo nào đó", phát ngôn viên chính phủ Seibert nói.
Anh Quốc
Thủ tướng Anh Theresa May cho biết, qua phát ngôn viên chính phủ, Anh quốc sẽ không đi theo con đường đó, và sẽ xem xét lệnh cấm đó ảnh hưởng như thế nào đối với người công dân Anh. Trước đó May bị chính người trong đảng Bảo thủ cúa mình chỉ trích, vì chỉ nói chính sách người tỵ nan là vấn đề riêng tư của chính phủ Washington.
Canada
Thủ tướng Canada Justin Trudeau nhấn mạnh, nước ông sẽ tiếp tục nhận thêm người tỵ nạn, không lệ thuộc vào tôn giáo của họ. Canada chỉ riêng từ tháng 12 năm 2015 đã nhận 35.000 người tỵ nạn từ Syria.

#### Kiến nghị hủy bỏ chuyến viếng thăm của Trump tới Anh Quốc
Trên 1 triệu người ở Anh Quốc đã ký kiến nghị trên trang mạng của quốc hội Anh đòi hủy bỏ chuyến viếng thăm Quốc gia chính thức (official State Visit) của tổng thống Donald Trump tới Anh Quốc để tránh làm cho nữ hoàng Elizabeth ngượng nghịu, để phản ứng với chính sách nhập cảnh của ông ta.
Lời mời viếng thăm với một bữa tiệc mà nữ hoàng làm chủ tiệc được thủ tướng Theresa May nói ra khi bà viếng thăm Trump ở Washington tuần trước. Một rắc rối nữa, theo tờ báo the Sunday Times tường thuật, là sự căng thẳng giữa London và Washington bởi vì Trump, một người phủ nhận khí hậu thay đổi, không muốn nghe thái tử Charles, một nhà hoạt động môi trường nồng nhiệt, "giảng bài". Một khi một kiến nghị được trên 100.000 người ký, quốc hội phải thảo luận về nó.

#### Giải thích lý do cấm nhập cảnh
Tổng thống Mỹ Donald Trump đã một lần nữa bảo vệ lý do của lệnh cấm nhập cảnh trong một tuyên bố qua văn bản vào ngày chủ nhật. Ông nhấn mạnh rằng nước Mỹ tự hào là một quốc gia của những người nhập cư, "và chúng tôi sẽ tiếp tục thể hiện sự thông cảm đối với những người đang chạy trốn khỏi sự áp bức, nhưng chúng tôi cũng sẽ bảo vệ công dân và biên giới của chính chúng tôi". Trump chỉ ra rằng người tiền nhiệm của ông Barack Obama trong năm 2011 đã từ chối cấp visa 6 tháng đối với người tị nạn Iraq và đó là một việc tương tự. Ở đây nó không về tôn giáo - "mà là về chủ nghĩa khủng bố và về việc bảo vệ đất nước của chúng tôi". Kênh ABC của Mỹ công bố một bài báo vào năm 2013, trong đó Bộ Ngoại giao dưới thời Obama đình chỉ việc xử lý đơn xin tị nạn từ Iraq trong 6 tháng. Điều này xảy ra sau khi phát hiện 2 kẻ khủng bố Iraq đến Mỹ như là những người tị nạn.

#### Tức giận vì hình bìa Melanie Trump
Tạp chí „Vanity Fair" Mexico đăng hình Melania Trump gây ra những phản ứng tức giận ở Mexico. Nhiều người dùng Internet cho tấm hình này làm cho mất thể diện và cho ban biên tập „Vanity Fair" là khiếm nhã. Nhà trí thức nổi tiếng Denise Dresser cảm ơn hình bìa này một cách mỉa mai trên Twitter: „ Một thí dụ hay về sự tế nhị, thấu cảm, tinh thần yêu nước và sự biên tập khôn ngoan".

#### Tweet của ngày
Trump bày tỏ qua Twitter: " Nước chúng ta cần biên giới vững chắc và kiểm soát an ninh nghiêm chặt, BÂY GIỜ. Các bạn nhìn xem, điều gì đang xảy ra ở châu Âu và trên thế giới. Một sự rối loạn đáng sợ!" 

### Ngày 11

#### Bang Washington kiện việc cấm nhập cảnh
Tổng công tố viên Bob Ferguson bang Washington kiện sắc lệnh cấm nhập cảnh của Trump vào ngày thứ hai. Ông nói: " Không ai trên luật pháp cả, cho dù đó là tổng thống, và tại tòa không phải giọng to nhất sẽ thắng, mà là hiến pháp."  Vào cuối tuần trước, Ferguson và 15 công tố viên khác đã lên án sắc lệnh này là "không có tinh thần Hoa Kỳ và không hợp pháp". Công ty Microsoft nói, họ đang làm việc với cơ quan tổng công tố, mà đang kiện ở tòa án liên bang để ngưng sắc lệnh của Donald Trump giới hạn nhập cảnh từ vài quốc gia Hồi giáo. Họ nói là đang cung cấp thông tin về hậu quả của sắc lệnh này.

#### Đuổi việc
Tổng công tố viên liên bang Sally Quillian Yates bị Trump sa thải, sau khi bà ra lệnh các luật sư của bộ Tư pháp không bảo vệ lệnh cấm nhập cảnh của ông ta. Trong một thông báo cho báo chí, Nhà Trắng nói Yates ""đã phản bội bộ Tư pháp vì đã từ chối thi hành sắc lệnh để bảo vệ công dân Hoa Kỳ."

#### Những bất đồng khác trong chính phủ
Hơn 100 nhà ngoại giao Bộ Ngoại giao đã ký một giác thư phản đối lệnh cấm nhập cảnh của Trump, tranh luận rằng, nó sẽ không ngăn chặn được các cuộc tấn công trên đất Mỹ. Giác thư, mà nói lệnh cấm Trump sẽ tạo ra ý muốn xấu đối với công dân Hoa Kỳ, được dành cho mục đích biết tới như kênh bất đồng (Dissent Channel), thiết lập trong Chiến tranh Việt Nam, như là một cách để các nhà ngoại giao báo hiệu cho lãnh đạo cấp cao sự bất đồng của họ về các quyết định chính sách đối ngoại.

#### Sắc lệnh bỏ bớt bộ máy quan liêu
Tổng thống Donald Trump lại ra một sắc lệnh mới, để bỏ bớt bộ máy quan liêu. Theo đó một quy định mới chỉ được ban hành, nếu bãi bỏ 2 quy định hiện thời.

#### Lòng thương cảm
Một ngày sau vụ Xả súng tại nhà thờ Hồi giáo thành phố Quebec, Trump gọi điện thoại cho thủ tướng Canada Justin Trudeau để chia buồn.

#### Trả giá
Sau khi bị Trump chỉ trích về giá cả của chiến đấu cơ F-35, Lockheed Martin, theo Trump, đã hạ giá tổng cộng 600 triệu Dollar cho 90 chiếc. Mỗi chiếc trước đó trị giá 100 triệu Dollar.

### Ngày 12

#### Chỉ trích việc cấm nhập cảnh
Phó thủ tướng Thổ Nhĩ Kỳ Numan Kurtulmus cũng chỉ trích quyết định này của Trump. Ông cho rằng, đằng sau quyết định là " sự gia tăng thù ghét đạo Hồi, ác cảm đối với người di dân ở phương Tây." Theo ông, sác lệnh này không thể chấp nhận được và cần phải được xem xét lại.

#### Tên gọi việc cấm nhập cảnh
Phát ngôn viên Nhà Trắng, Sean Spicer, chỉ trích báo chí gây lẫn lộn khi gọi đó là cấm nhập cảnh. Ông cho đó không phải là việc cấm (ban), trong khi chính ông ta ngày hôm trước cũng dùng từ này. Khi bị hỏi, tại sao Trump cũng dùng từ này, ông trả lời, ông ta dùng từ, từ mà phương tiện truyền thông dùng.